# Susana Feitor
Susana Paula de Jesus Feitor DmIH (Alcobertas, Rio Maior, 28 de Janeiro de 1975), mais conhecida como Susana Feitor é uma marchadora portuguesa. Foi a primeira atleta a medalhar numa grande prova internacional de marcha atlética por Portugal, tendo conquistado a medalha de bronze tanto nos Mundiais de Helsínquia (2005) como nos Europeus de Budapeste (1998). Sagrou-se ainda campeã do Mundo e da Europa, no escalão de juniores. Participou por 5 vezes nos Jogos Olímpicos e foi presidente da Comissão de Atletas Olímpicos entre 2002 e 2005. Foi a recordista nacional dos 20 km marcha durante 7 anos. O seu máximo nacional só foi batido por Ana Cabecinha, nos Jogos Olímpicos de 2008.

## Carreira

### Início da Carreira
A jovem de Rio Maior começou a competir desde cedo no clube local. A sua preferência ia para a corrida, mas decidiu experimentar a marcha atlética, que também era praticada no CN Rio Maior. Ainda com 12 anos, no escalão de iniciados, destacou-se numa prova para atletas mais velhas. Um ano mais tarde, decidiu aceitar a proposta do seu treinador para disputar o campeonato nacional de juniores dos 5 km marcha, que decorreu no Porto. Classificou-se num brilhante 3.º lugar, entre marchadoras de 18 e 19 anos de idade, o que a levou a optar definitivamente pela marcha em detrimento da corrida.

### Campeã do Mundo e da Europa de juniores
Em 1990 estreou-se em grandes competições internacionais, com 15 anos, com o seu característico boné na cabeça, em homenagem à maratonista suíça Gabriela Andersen-Schiess, que nos Jogos Olímpicos de 1984 entrou na pista a cambalear desidratada. Em Plovdiv (1990), sagrou-se campeã do mundo nos 5 km marcha, em juniores, com um tempo que bateu o recorde dos campeonatos (21:44.30). A jovem do Clube de Natação de Rio Maior terminou a prova com 22 segundos de avanço em relação à segunda classificada, numa óbvia demonstração do seu enorme potencial. Um ano mais tarde, em Salónica, novo pódio para Susana Feitor, que conquistou a medalha de prata nos Europeus de juniores. Foi também em 1991, que se estreou em competições internacionais, no escalão sénior. Em Tóquio (1991) conseguiu um meritório 17.º lugar, com apenas 16 anos. Era já por esta altura, a "menina-prodígio" do atletismo português.
1992 não foi um ano tão feliz para Susana Feitor. A estreia nos Jogos Olímpicos em Barcelona terminou numa frustrante desclassificação, que se repetiu nos Mundiais de juniores de Seul do mesmo ano. A tristeza foi efémera e, em 1993, arrecada novo título, desta feita de campeã da Europa de juniores. Mais uma alegria para a marchadora de 18 anos, que em San Sebastian juntou a medalha de ouro continental à mundial. O ano terminaria com um brilhante 10.º lugar nos Mundiais de Estugarda (1993), melhorando em 7 lugares o resultado conseguido dois anos antes. Quarta medalha no escalão de juniores, em 1994, desta vez a marchar em casa. No Estádio Universitário de Lisboa, terminou a prova com o tempo de 21:12.87, que lhe valeu mais um vice-campeonato do Mundo, apenas atrás da russa Irina Stankina.

### Passagem definitiva a sénior
A passagem definitiva para sénior aconteceu em 1994, com a atleta a marchar na prova dos 10 km pela primeira vez. Em Helsínquia, 8.º lugar para Susana Feitor, nos campeonatos da Europa, prova ganha pela finlandesa Sari Essayah. Um bom resultado que não foi correspondido um ano mais tarde, nos mundiais de Gotemburgo (1995). Um pequeno percalço perto da sua segunda ida às Olimpíadas.
Na sua segunda participação em Jogos Olímpicos, em Atlanta (1996), a portuguesa conseguiu a que viria a ser a sua melhor participação de sempre, classificando-se em 13.º lugar. Não foi, todavia, o resultado previsto pela atleta, que estava em grande forma e provou-o no ano seguinte, ao conquistar a medalha de bronze nos campeonatos da Europa de sub-23, em Turku, (Finlândia).

### Medalha de bronze nos Europeus
Estes foram provavelmente os melhores anos da carreira de Susana Feitor. Logo a seguir à medalha de sub-23, chegou o bronze nos Europeus de Budapeste (1998). Na capital húngara, a atleta teve uma participação fantástica e bateu o recorde de Portugal com o tempo de 42:55.00. Numa prova muito equilibrada, a marchadora do CN Rio Maior ficou a apenas 6 segundos da medalha de ouro e 1 segundo da prata. Ainda assim, o novo máximo nacional dos 10 km chegou para a medalha de bronze, 4 segundos à frente da quarta classificada, a húngara Mária Urbanik.
A 6 de Outubro de 1998 foi feita Dama da Ordem do Infante D. Henrique.
Um ano mais tarde, em 1999, nova participação de qualidade, com um 4.º lugar nos Mundiais de Sevilha. Nos 20 km marcha, Susana Feitor manteve-se sempre bem perto dos lugares medalháveis e terminou 5 segundos mais tarde da medalha de bronze, que foi para a australiana Kerry Saxby-Junna. Ainda que sem o bronze, este foi um dos momentos altos da carreira da portuguesa. Nesses campeonatos, este 4.º posto foi a melhor classificação da comitiva nacional, a par do resultado de Luís Novo, na maratona.

### Sydney, recorde mundial e período de menor fulgor
Aos feitos de Budapeste e Sevilha, seguir-se-ia a terceira participação olímpica. Em Sydney (2000), a prova dos 20 km marcha ficou marcada pelo recorde olímpico, batido pela chinesa Wang Liping. Susana Feitor chegou à meta 4 minutos depois, em 1:33.53. Um resultado realista, tendo em conta que a atleta portuguesa alinhou com a coxa esquerda ligada, pois vinha-se debatendo com problemas musculares, durante a semana da prova.
Os problemas físicos não largaram a marchadora, que atravessava um período de menor fulgor e, em 2001, teve novo dissabor. Nos Mundiais de Edmonton havia na comitiva nacional a esperança duma medalha, porque Susana Feitor tinha batido, um mês antes, o recorde mundial dos 20 km marcha em pista.  No entanto, a atleta nacional não correspondeu às expectativas e acabou desclassificada a 7 quilómetros do final da prova.
Ainda no mesmo mês de agosto, na Universíada de Pequim (2001), Susana regressa aos 10 km marcha para arrecadar a medalha de prata, tendo dominado nos primeiros 7 quilómetros mas abdicando, por meros 20 segundos finais, para a favorita local Hongmiao Gao. No ano seguinte, nos Europeus de Munique (2002), nova frustração com uma desistência precoce. Sensivelmente a meio da prova, a atleta não aguentou os problemas físicos que a apoquentavam e abandonou a prova.
A boa forma acabou por regressar em 2003, e nos Mundiais de Paris, a marchadora de 28 anos voltou a terminar uma grande prova internacional, e finalizou a prova em 9.º lugar. No final da participação na capital francesa, Susana Feitor disse encontrar-se desmotivada, devido à falta de apoios e pagamentos, por parte do projecto olímpico nacional. Isto a um ano da sua quarta de cinco participações da portuguesa nas Olimpíadas.

### Atenas e medalha de bronze nos Mundiais
Os seus quartos Jogos Olímpicos de Verão aconteceram em 2004, em Atenas. Vinha de lesão prolongada e a recuperar de uma anemia, pelo que a prova não correu bem e a marchadora de Rio Maior ficou-se pelo 20.º lugar. Esta classificação, para além de ter sido a sua pior em Olimpíadas até à data, fez com que ficasse de fora do projecto olímpico para Pequim (2008). Susana Feitor ponderou o abandono da actividade desportiva, no final de 2004, mas descartou essa hipótese e apostou em mais um ciclo olímpico.
No Verão de 2005 foi medalha de bronze nos Mundiais de Helsínquia. A 5 quilómetros do final, Feitor estava em 6.º lugar, mas ainda foi a tempo de conseguir um lugar no pódio, com o tempo de 1:28.44.
No ciclo olímpico para Pequim, ainda participou em mais um campeonato do mundo, em Osaka (2007) e um Europeu, em Gotemburgo (2006), com resultados distintos. Na cidade sueca, não passou do 14.º lugar final. A atleta esteve mesmo em risco de não participar devido a uma lesão que a apoquentava há 2 meses. Em Mundial de Osaka, já sem problemas físicos, voltou a estar muito perto da medalha de bronze. A portuguesa marchou num tempo de 1 hora e 32 segundos, e ficou em 5.º lugar a 2 minutos de distância do fenómeno da marcha atlética, Olga Kaniskina.

### Desistência em Pequim e Mundial de Daegu
Chegada a Pequim (2008), para a sua quinta participação em Jogos Olímpicos (recordista a par de mais 4 atletas), a marchadora não foi capaz de manter a boa forma. A 5 voltas do final ficou sem forças e foi obrigada a desistir, em mais uma prova dominada do princípio ao final por Olga Kaniskina. Ana Cabecinha terminou no 8.º lugar e foi felicitada por Susana Feitor, pois bateu o seu recorde nacional, que já durava desde 2001.
A atleta de Rio Maior ainda participou em mais dois Mundiais de atletismo, antes das Olimpíadas de Londres (2012), conseguindo um 10.º lugar em Berlim (2009) e um 6.º lugar em Daegu (2011). Na Coreia do Sul, em 2011, participou nos Mundiais pela 11.ª vez, um recorde absoluto, e o seu 6.º lugar final saberia a vitória para a marchadora de 36 anos. Susana Feitor, já a competir como individual, foi mesmo a melhor portuguesa na competição.
Ainda foi convocada para os Jogos Olímpicos de Londres, em 2012, mas apenas como suplente da prova de 20 km marcha. Acabou por não participar, mas para a história ficou a sua sexta convocatória para as Olimpíadas.
Em 2014, aos 39 anos, Susana ainda conseguiu voltar às grandes marcas nos 20 quilómetros ao registar o tempo de 1:28.51 na Taça do Mundo de Marcha, em Taicang (China), sendo a terceira atleta da equipa portuguesa a contribuir para a medalha de bronze do seu país.

## Palmarés

### Jogos Olímpicos
- Pequim 2008  (20 km marcha) - Desistiu
- Atenas 2004  (20 km marcha) - 20.º lugar
- Sydney 2000  (20 km marcha) - 14.º lugar
- Atlanta 1996  (10 km marcha) - 13.º lugar
- Barcelona 1992  (10 km marcha) - Desclassificada

### Campeonatos do Mundo
- Daegu 2011 (20 km marcha) - 6.º lugar
- Berlim 2009 (20 km marcha) - 10.º lugar
- Osaka 2007 (20 km marcha) - 5.º lugar
- Helsínquia 2005 (20 km marcha) - Medalha de Bronze
- Paris 2003 (20 km marcha) - 9.º lugar
- Edmonton 2001 (20 km marcha) - Desclassificada
- Sevilha 1999 (20 km marcha) - 4.º lugar
- Atenas 1997 (10 km marcha) - Qualificações - 22.º lugar geral
- Gotemburgo 1995 (10 km marcha) - 17.º lugar
- Estugarda 1993 (10 km marcha) - 10.º lugar
- Tóquio 1991 (10 km marcha) - 17.º Lugar

### Campeonatos da Europa
- Gotemburgo 2006 (20 km marcha) - 14.º lugar
- Munique 2002 (20 km marcha) - Desistiu
- Budapeste 1998 (10 km marcha) - Medalha de Bronze
- Helsínquia 1994 (10 km marcha) - 8.º lugar

### Outros Títulos

#### Taça do Mundo de Marcha Atlética
- Taicang 2014 (20 km marcha) - 17.º lugar
- Saransk 2012 (20 km marcha) - 65.º lugar
- Chihuahua 2010 (20 km marcha) - 16.º lugar
- Cheboksary 2008 (20 km marcha) - 10.º lugar
- Corunha 2006 (20 km marcha) - Desistiu
- Turim 2002 (20 km marcha) - 14.º lugar
- Mézidon 1999 (20 km marcha) - 9.º lugar
- Pequim 1995 (10 km marcha) - 16.º lugar

#### Campeonatos da Europa de Sub23
- Turku (1997) 10 km marcha (Medalha de Bronze)

#### Campeonatos do Mundo de Juniores
- Lisboa (1994) 5 km marcha  (Medalha de Prata)
- Plovdiv (1990)  5 km marcha  (Medalha de Ouro)

#### Campeonatos da Europa de Juniores
- San Sebastian (1993) 5 km marcha (Medalha de Ouro)
- Salónica (1991) 5 km marcha (Medalha de Prata)

#### Campeonatos Nacionais
- 11 Campeonatos Nacionais 3 km marcha em pista coberta: (1993 a 1995, 1997 a 2004)

## Recordes Pessoais
- 20 km marcha: 1:27.55 (Rio Maior - 2001)
- 20 000 m marcha: 1:29:36.4 (Lisboa - 2001)
- 10 km marcha: 42:39 (Lanciano - 2001)
- 10 000 m marcha: 44:07.80 (Seia - 2003)
- 5 km marcha: 21:02 (Olhão - 1998)
- 3000 m marcha: 12:08.30 (Vila Real de Santo António - 2001)
- 3000 m marcha pista coberta: 12:21.7 (Braga - 1994)